# Sweet Harmony (album Maria Muldaur)
| Recensione | Giudizio |
| ---------- | -------- |
| AllMusic   | [ 1 ]    |

Sweet Harmony è il terzo album discografico solistico della cantante folk rock statunitense Maria Muldaur, pubblicato dalla casa discografica Warner Bros. Records nel 1976.

## Tracce

### LP
Lato A
1. Sweet Harmony – 4:45 (William Smokey Robinson)
2. Sad Eyes – 4:30 (Neil Sedaka, Phil Cody)
3. Lying Song – 4:07 (Kate McGarrigle)
4. Rockin' Chair – 3:42 (Hoagy Carmichael)
5. I Can't Stand It – 3:37 (Smokey McAllister)

Lato B
1. We Just Couldn't Say Goodbye – 3:35 (Harry Woods)
2. Back by Fall – 3:55 (Wendy Waldman)
3. Jon the Generator – 3:20 (John Herald)
4. Wild Bird – 4:45 (Wendy Waldman)
5. As an Eagle Stirreth in Her Nest – 4:11 (Reverend William Herbert Brewster)

## Musicisti
Sweet Harmony
- Maria Muldaur - voce solista
- David Wilcox - chitarra solista
- Amos Garrett - chitarra
- Michael Finnigan - pianoforte
- Bill Dickinson - basso
- Earl Palmer - batteria
- Victor Feldman - congas, vibrafono
- Nick DeCaro - arrangiamento strumenti ad arco

Sad Eyes
- Maria Muldaur - voce solista, accompagnamento vocale-cori
- J.J. Cale - chitarra elettrica, chitarra slide
- Waddy Wachtel - chitarra
- William Smith - fender rhodes
- Johnny Rotella - clarinetto
- Willie Weeks - basso
- Russ Kunkel - batteria
- Victor Feldman - percussioni
- Trevor Lawrence - arrangiamento woodwinds
- Greg Prestopino - arrangiamento parti vocali

Lying Song
- Maria Muldaur - voce solista
- James Booker - pianoforte
- Benny Powell - trombone
- Jim Gordon - clarinetto
- Howard Johnson - tuba
- Earl Palmer - batteria

Rockin' Chair
- Maria Muldaur - voce solista
- Benny Carter - arrangiamento, conduttore musicale
- Plas Johnson - sassofono alto
- Marshall Royal - sassofono alto
- Sahib Shihab - sassofono baritono
- Gene Goe - tromba
- Oscar Brashear - tromba
- Britt Woodman - trombone
- Kenny Burrell - chitarra
- Joe Harnell - pianoforte
- Larry Gales - contrabbasso
- Earl Palmer - batteria
- Hoagy Carmichael - armonie vocali

I Can't Stand It
- Maria Muldaur - voce solista
- Amos Garrett - chitarra
- John Girton - chitarra
- Michael Finnigan - pianoforte, organo
- Fred Jackson - sassofono tenore
- Jim Gordon - sassofono alto
- Howard Johnson - sassofono baritono, arrangiamento strumenti a fiato
- Al Aarons - tromba
- Benny Powell - trombone
- Michael Moore - basso
- Earl Palmer - batteria
- Victor Feldman - percussioni

We Just Couldn't Say Goodbye
- Maria Muldaur - voce solista, accompagnamento vocale-cori (Bezbo Sisters)
- Benny Carter - arrangiamento
- Plas Johnson - sassofono alto solista
- Marshall Royal - sassofono alto
- Sahib Shihab - sassofono baritono
- Gene Goe - tromba
- Oscar Brashear - tromba
- Britt Woodman - trombone
- John Girton - chitarra solista
- Kenny Burrell - chitarra
- Larry Gales - basso
- Earl Palmer - batteria
- Ellen Kearney - accompagnamento vocale-cori (Bezbo Sisters)
- Mary Ann Price - accompagnamento vocale-cori (Bezbo Sisters)

Back by Fall
- Maria Muldaur - voce solista
- Howard Johnson - arrangiamento, conduttore musicale
- Charles Veal, Jr. - concertmaster
- Vi Redd - sassofono alto solista
- Waddy Wachtel - chitarra solista
- David Nichtern - chitarra
- Billy Payne - pianoforte
- Willie Weeks - basso
- Gary Mallaber - batteria

Jon the Generator
- Maria Muldaur - voce solista
- Trevor Lawrence - arrangiamento strumenti a fiato, sassofono tenore
- Johnny Rotella - sassofono baritono
- Steve Madaio - tromba
- Lew McCreary - trombone basso
- Waddy Wachtel - chitarra solista
- David Nichtern - chitarra
- Billy Payne - tastiere
- Michael Finnigan - organo
- Willie Weeks - basso
- Victor Feldman - percussioni
- Gary Mallaber - batteria

Wild Bird
- Maria Muldaur - voce solista
- Tre musicisti di Los Angeles - basso, chitarra classica, flauto

As an Eagle Stirreth in Her Nest
- Maria Muldaur - voce solista
- Amos Garrett - chitarra
- David Wilcox - chitarra
- Bill Dickinson - basso
- Earl Palmer - batteria

Armonie vocali di
- Michael Finnigan - voce tenore
- Ellen Kearney - voce soprano
- Amos Garrett - voce basso
- Arthur Adams - voce baritono
- Wendy Waldman
- Linda Ronstadt

Note aggiuntive
- Lenny Waronker e Joe Boyd - produttori
- Noel Newbolt - assistente alla produzione
- Lee Herschberg - ingegnere delle registrazioni
- Mixaggio e mastering di Lee Herschberg effettuato al Warner Bros. Studio di North Hollywood, California (Stati Uniti)
- Norman Seeff - fotografia
- Mike Salisbury - design copertina[2]

## Classifica
Album
| Anno | Classifica    | Posizione raggiunta |
| ---- | ------------- | ------------------- |
| 1976 | Billboard 200 | 53                  |

Singolo
| Anno | Titolo del brano | Classifica         | Posizione raggiunta |
| ---- | ---------------- | ------------------ | ------------------- |
| 1976 | Sad Eyes         | Adult Contemporary | 14                  |